# Choroba Refsuma

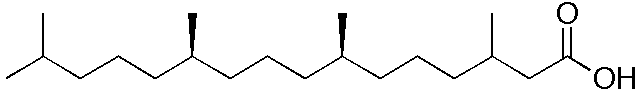
Wzór kwasu fitanowego

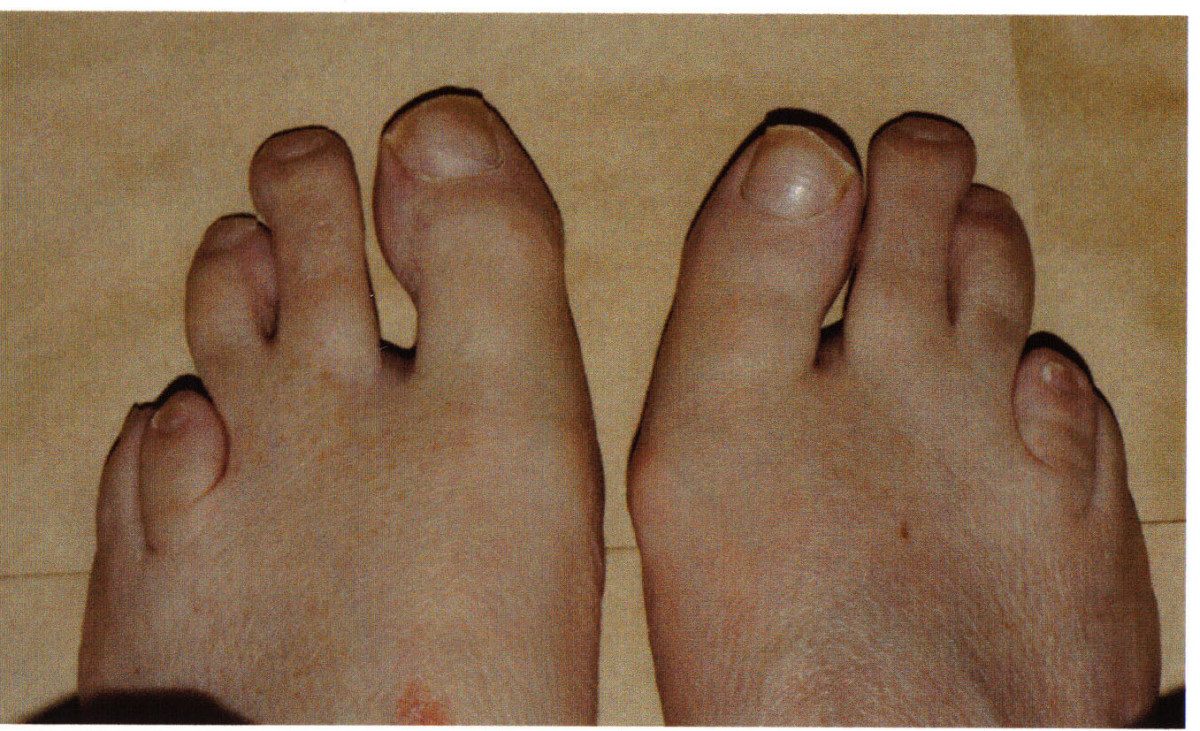
Stopy pacjenta z chorobą Refsuma: nieprawidłowy 4. i 5. palec, skrócenie 4. kości śródstopia

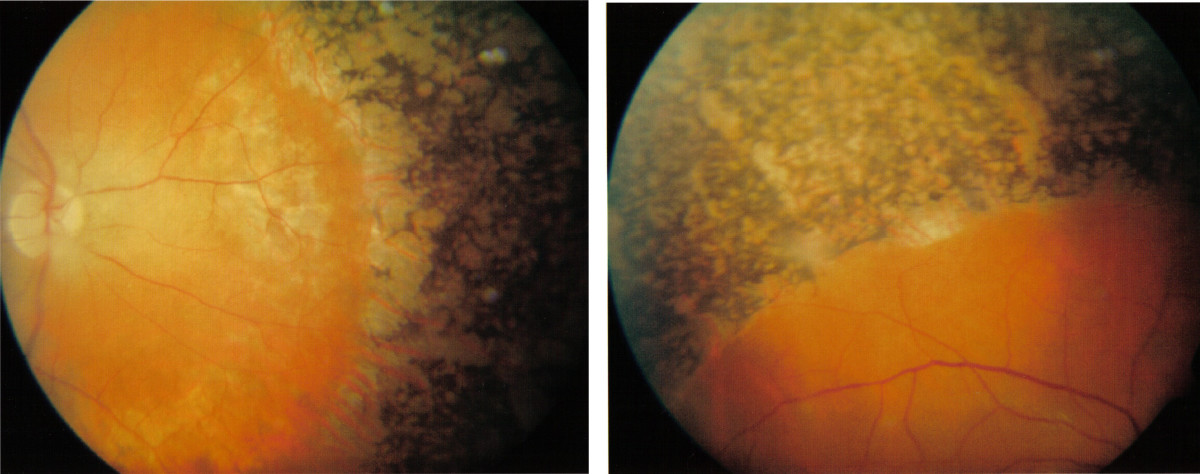
Obustronna nasilona wokółnaczyniowa pigmentacja dna oka u pacjenta z chorobą Refsuma

Choroba Refsuma (łac. heredopathia atactica polyneuritiformis, ang. Refsum disease, phytynic acid oxidase deficiency) – rzadkie schorzenie metabolizmu lipidów o dziedziczeniu autosomalnym recesywnym. Została opisana w 1945 roku przez norweskiego lekarza Sigvalda Bernharda Refsuma (1907–1991), a defekt biochemiczny leżący u jej podstaw poznano w 1963 roku.

## Epidemiologia
Choroba Refsuma występuje częściej w krajach skandynawskich, północnej Francji, Wielkiej Brytanii i Irlandii. Do 2004 roku nie opisano żadnego przypadku tego schorzenia w Polsce.

## Objawy i przebieg
- neuropatia obwodowa czuciowo-ruchowa
- ataksja (ataxia)
- zwyrodnienie barwnikowe siatkówki (retinitis pigmentosa)
- zmiany skórne typu rybiej łuski
- zmiany kostne (skrócenie lub wydłużenie kości stopy)
- zaburzenia słuchu
- anosmia
- zaburzenia kardiologiczne

## Etiologia
W 1997 gen odpowiedzialny za chorobę Refsuma zmapowano na chromosomie 10. Produkt tego genu jest enzymem (PAHX), koniecznym do metabolizmu kwasu fitanowego.
Choroba Refsuma charakteryzuje się gromadzeniem kwasu fitanowego w osoczu krwi i w tkankach. Kwas ten jest pochodną fitolu i składnikiem chlorofilu.

## Leczenie
Organizm ludzki nie rozkłada kwasu fitanowego który ulega nagromadzeniu, więc korzystne działanie wywiera dieta z wyłączeniem tego składnika z pożywienia. Stwierdzono, że kwas fitanowy występuje w wyrobach mleczarskich i mięsie przeżuwaczy.